# Phare de Salinópolis
Le phare de Salinópolis (en portugais : Farol de Salinópolis) est phare situé à Salinópolis (État de Pará - Brésil).
Ce phare est la propriété de la Marine brésilienne et il est géré par le Centro de Sinalização Náutica e Reparos Almirante Moraes Rego (CAMR) au sein de la Direction de l'Hydrographie et de la Navigation (DHN).

## Description
L'ancien phare, d'environ 1897, avait 12,5 m de haut, avec une portée lumineuse de 25 milles nautiques (environ 45 km). C'était une tour en pierre située sur la plage à 13 km au nord de la ville. La maison du gardien était incluse dans le bâtiment.
En raison de la vétusté du phare celui-ci a été remplacé par le phare actuel en 1937.
C'est un pylone métallique cylindrique avec des haubans de 39 m de haut, avec galerie et lanterne. La tour est totalement peinte en rouge.
Il émet, à 61 m au-dessus du niveau de la mer, un éclat blanc toutes les 3 secondes. Sa portée maximale est de 83 kilomètres. Il dispose aussi d'un Radar Racon émettant la lettre X.
Il est au centre de la ville qui est devenue une station balnéaire, à environ 240 km  au nord-est de Belém.
Identifiant : ARLHS : BRA091 ; BR0480 - Amirauté : G0064 - NGA : 111-17660.

## Caractéristique dufeu maritime
- Fréquence sur 6 secondes :
  - Lumière : 1 seconde
  - Obscurité : 5 secondes

|          |
| Le phare |

### Lien connexe
- Liste des phares du Brésil